# 阿尔科斯德哈隆
阿尔科斯德哈隆，是西班牙卡斯蒂利亚-莱昂索里亚省的一个市镇。总面积442平方公里，总人口1799人（2001年），人口密度4人/平方公里。